# Ruta 34 (Bolivien)
Die Ruta 34 ist eine Nationalstraße im südamerikanischen Andenstaat Bolivien. Die Straße ist noch nicht komplett fertig gestellt.

## Streckenführung
Die Straße hat eine Länge von 190 Kilometern und verläuft im südöstlichen Teil des bolivianischen Tieflandes im Grenzbereich zu Paraguay.
Die Ruta 34 verläuft von Norden nach Süden im südöstlichen Teil des Departamento Santa Cruz. Die Straße beginnt bei der Stadt San José de Chiquitos als Abzweig der Ruta 4 und führt in südlicher Richtung durch die weitgehend unbesiedelte Busch-Landschaft der Llanos de Chiquitos und den Nationalpark Kaa-Iya del Gran Chaco. Die Straße soll bis an die Grenze zu Paraguay bei der Siedlung Palmar de las Islas führen, endet jedoch zurzeit etwa 75 km südlich von San José.
Die Ruta 34 ist nicht asphaltiert, sie besteht auf ihrer gesamten Länge aus Schotter- und Erdpiste.

## Geschichte
Die Straße ist mit Ley 3218 vom 30. September 2005 zum Bestandteil des bolivianischen Nationalstraßennetzes Red Vial Fundamental erklärt worden.

## Streckenverlauf im Departamento Santa Cruz
- km 000: Abzweig von der Ruta 4
- km 000: San José de Chiquitos
- km 190: Palmar de las Islas